# 坎貝爾崖
84°46′S 174°55′E / 84.767°S 174.917°E
坎貝爾崖（英語：Campbell Cliffs）是南極洲的山崖，位於杜費克海岸，屬於休斯山脈的一部分，在1947年2月16日由美國海軍發現和拍攝照片，現時由南極條約體系管理。